# Universidad Alberto Hurtado
Universidad Alberto Hurtado – prywatna uczelnia w Chile, zlokalizowana w Santiago. 